# サン・クロレラクラシック
サン・クロレラ クラシック（sun・chlorella classic）は、2000年から2012年まで開催された日本ゴルフツアー機構（JGTO）公認の男子プロゴルフトーナメントの一つ。

## 概要・歴史
北海道放送（HBC）の主催、サン・クロレラの特別協賛により毎年7月最終週から8月第1週にかけ、北海道小樽市の小樽カントリー倶楽部で開催されていた。
このトーナメントの前身大会は同じく北海道放送が主催し、東急グループの特別協賛により「札幌とうきゅうオープンゴルフトーナメント」として1998年まで行われていた。東急グループがスポンサーから撤退した後、「引き続きゴルフトーナメントを開催したい」と主催者側の北海道放送が新たなスポンサーを探していたところ、サン・クロレラが名乗りを挙げたため大会の開催にこぎつけたが、サン・クロレラが2012年大会をもって特別協賛から撤退。新たなスポンサーを探していたが難航。結局大会に幕を下ろすことになった。
2012年実績、賞金総額1億5000万円、優勝賞金3000万円。

## 歴代優勝者・開催コース
| 回数   | 実施年 | 優勝者名               | 開催コース                                     |
| ------ | ------ | ---------------------- | ---------------------------------------------- |
| 第1回  | 2000年 | 尾崎将司               | 札幌国際カントリークラブ島松コース（北広島市） |
| 第2回  | 2001年 | 藤田寛之               | 札幌ベイゴルフ倶楽部（石狩市）                 |
| 第3回  | 2002年 | クリスチャン・ペーニャ | 札幌ベイゴルフ倶楽部（石狩市）                 |
| 第4回  | 2003年 | ブレンダン・ジョーンズ | 札幌ベイゴルフ倶楽部（石狩市）                 |
| 第5回  | 2004年 | Y・E・ヤン             | 小樽カントリー倶楽部                           |
| 第6回  | 2005年 | 深堀圭一郎             | 小樽カントリー倶楽部                           |
| 第7回  | 2006年 | 谷原秀人               | 小樽カントリー倶楽部                           |
| 第8回  | 2007年 | 菊池純                 | 小樽カントリー倶楽部                           |
| 第9回  | 2008年 | 谷口拓也               | 小樽カントリー倶楽部                           |
| 第10回 | 2009年 | 石川遼                 | 小樽カントリー倶楽部                           |
| 第11回 | 2010年 | 高山忠洋               | 小樽カントリー倶楽部                           |
| 第12回 | 2011年 | 池田勇太               | 小樽カントリー倶楽部                           |
| 第13回 | 2012年 | ブレンダン・ジョーンズ | 小樽カントリー倶楽部                           |

## テレビ放送
- テレビ中継は北海道放送を制作局として、TBS系列で放送されるが、例年全国ネットの中継は2007年まではTBSのアナウンサーが実況を務めていた。これは前身の「札幌とうきゅうオープンゴルフトーナメント」でも同様であった（一部の年度を除く）。また北海道ローカルで放送する予選ラウンドについてはHBCのアナウンサーが実況を担当していたが、2008年以降は予選・決勝ラウンドともにHBCのアナウンサーが務めている。HBCでは2008年より本大会の前週に開催される『長嶋茂雄招待セガサミー杯』も中継（大会特別協力）することになったため、2週続けて男子プロゴルフツアー大会を中継していた。
- また、CS放送のGAORAでも、時差放送で4日間の模様を中継していた。
- 第10回（2009年）大会・最終日で関東地区での視聴率は13.9%とTBSでの同日の視聴率中で『サンデーモーニング』に次いでの高視聴率だった。
- 第10回（2009年）大会・最終18番では、そこまで通算16アンダーで石川と並び優勝争いをしていた同組のジョーンズが石川の前にバーディーパットを外した瞬間、石川びいきの数人のギャラリーが拍手し、グリーン上では重い空気が充満した。これは完璧なマナー違反であり、観客のマナー低下が問題視されている。石川も苦言を呈している[3]。
- 中継ではHBCが自社保有のテロップ機材を使用するため、同日に北海道日本ハムファイターズ戦をHBCが中継する場合は、主催球団制作映像のテロップで代用する（2012年の対オリックス・バファローズのビジターゲームでは、京セラドーム大阪場内映像と同じオリックス球団公式映像のテロップだった）。